# Život na Marsu
Stoljećima su ljudi nagađali o mogućnosti postojanja života na Marsu, što zbog blizine tog planeta što zbog njegove sličnosti Zemlji. Ozbiljna traganja za tragovima života počela su u 19. stoljeću, a nastavljaju se teleskopskim istraživanjima i slanjem robotskih sondi na površinu planeta. Dok su se rani radovi usredotočili na fenomenologiju i bili na granici fantastike, moderna znanstvena istraživanja fokusiraju se na potragu za kemijskim tragovima života u tlu i stijenama, te potragu za plinovima biomarkerima u atmosferi.
Marsovci se vrlo često javljaju u popularnoj kulturi tijekom 20. i 21. stoljeća, a pitanje postoji li na Marsu život ili je on tamo nekada postojao i danas ostaje otvoreno.

## Rana nagađanja
Ledeni pokrivači na Marsovim polovima prvi su put primijećeni već sredinom 17. stoljeća, a krajem 18. stoljeća William Herschel dokazuje da se periodično otapaju i smrzavaju. Do sredine 19. stoljeća, astronomi su znali da Mars ima određene sličnosti sa Zemljom kao na primjer, sličnu duljinu trajanja dana. Također su znali da je nagib njegove osi sličan Zemljinoj, što znači da prolazi kroz godišnja doba kao i Zemlja, ali su ona bila gotovo dvostruko dulja zato što jedna godina na Marsu traje mnogo duže nego na Zemlji. Ova promatranja dovela su do povećanja u nagađanjima da su tamniji dijelovi Marsa prekriveni vodom, a da su svjetliji kopno. Prema tome bilo je prirodno pretpostaviti da bi neki oblik života mogao nastanjivati Mars.
William Whewell, koji je popularizirao riječ "znanstvenik" (scientist), teoretizirao je da na Marsu postoje mora, kopna, a vjerojatno i oblici života. Nagađanja o postojanju života na Marsu rasplamsale su se krajem 19. stoljeća, nakon teleskopskih promatranja pri kojima su neki promatrači primijetili navodne kanale na tom planetu, ali se naknadno pokazalo da su to samo optičke iluzije. Unatoč tome, američki astronom Percival Lowell je 1895. objavio svoje djelo Mars, nakon kojeg je 1906. uslijedila knjiga Mars and its Canals (Mars i njegovi kanali), u kojoj je predloženo da su kanali tvorevine davno nestale civilizacije. Ova ideja potakla je britanskog pisca H. G. Wellsa da 1897. napiše roman Rat svjetova, u kojem je predstavljena invazija Marsovaca koji bježe sa svog planeta zbog njegovog isušenja.
Spektroskopske analize Marsove atmosfere ozbiljno su započele 1894. godine, kada je astronom William Wallace Campbell dokazao da u Marsovoj atmosferi nema ni kisika ni vode. Do 1909. godine jači teleskopi i bolje periheličke opozicije Marsa od 1877. godine dovele su do pobijanja teorije o postojanju kanala na tom planetu.

## Misije

### Mariner 4
Robotska sonda Mariner 4 je 1965. izvela prvi uspješan prelet planeta Mars, pri čemu je napravila prve slike njegove površine. Fotografije su pokazale suh Mars, bez rijeka, oceana ili bilo kakvih tragova života. Nadalje, otkriveno je da je površina (bar njeni fotografirani dijelovi) pokrivena kraterima, što ukazuje na nedostatak tektonske aktivnosti i bilo kakvog atmosferskog utjecaja na stijene tijekom posljednje četiri milijarde godina. Sonda je također otkrila da Mars nema globalno magnetsko polje koje bi ga štitilo od smrtonosnog kozmičkog zračenja. Sonda je uspjela izračunati i atmosferski tlak na planetu (oko 0,6 kPa, dok Zemlja ima 101,3 kPa), što znači da voda u tekućem stanju na njezinoj površini ne može postojati. Nakon podataka sa sonde Mariner 4, potraga za životom na Marsu se usredotočila na potragu za bakterijskim organizmima, napuštajući tako potragu za višestaničnim životom, jer se stanište pokazalo previše surovim.

### Orbiteri Viking
Tekuća voda neophodna je za postojanje života kakvog mi poznajemo i za metabolizam. Stoga se pretpostavlja da je život na Marsu bio moguć, ako se dokaže da je u Marsovoj prošlosti postojala tekuća voda. Orbiteri Viking su u mnogim područjima otkrili dokaze postojanja mogućih riječnih dolina, tragova djelovanja erozije, te na južnoj hemisferi razgranate potoke.

### Sonde Viking
Osnovna misija robotskih sondi Viking sredinom 1970-ih bila je izvođenje eksperimenata kojima bi se utvrdilo postojanje mikroorganizama u marsovskom tlu, jer su uvjeti za razvoj višestaničnog života nestali prije oko četiri milijarde godina. Tragalo se za mikroorganizmima sličnim onima na Zemlji. Od četiri eksperimenta, samo je eksperiment LR (Labeled Release) donio pozitivne rezultate, pokazavši povećanu proizvodnju 14CO2 pri prvom izlaganju tla vodi i hranjivim tvarima. Znanstvenici se slažu u dva aspekta misije Viking: da je u eksperimentu LR dobiven radiooznačeni 14CO2, te da GC-MS (Gas Chromatograph — Mass Spectrometer) nije otkrio organske molekule. Postoje međutim, vrlo različita tumačenja dobivenih podataka.
Jedan od inženjera eksperimenta LR, Gilbert Levin, vjeruje da su njegovi rezultati konačni dokazi života na Marsu, ali drugi znanstvenici osporavaju te rezultate i smatraju da su superoksidirajuće kemijske tvari u tlu mogle stvoriti iste kemijske reakcije bez prisustva živih bića. Došlo je gotovo do konsenzusa da se podatci eksperimenta LR odbace kao dvojbeni, jer plinski kromatograf i maseni spektrometar, koji su izrađeni da bi identificirali organske tvari, nisu zabilježili organske molekule. Rezultati misije Viking po pitanju postojanja života su, prema mišljenju većeg dijela stručnjaka, u najboljem slučaju neuvjerljivi.
Tijekom jednog seminara Geofizičkog laboratorija instituta Carnegie (Washington, D.C., SAD) 2007. godine, ponovo je analizirano istraživanje Gilberta Levina. Levin i dalje smatra da su njegovi prvobitni podatci bili ispravni, jer su pozitivni i negativni kontrolni eksperimenti bili ispravni. Levinova istraživačka grupa je 12. travnja 2012. prijavila statističku pretpostavku (zasnovanu na starim podatcima koji su ponovo protumačeni matematičkom analizom algoritama) vezanu za Vikingov eksperiment LR, koja bi mogla dati dokaze da "na Marsu postoji mikrobni život." Kritičari kažu da se metoda koju su oni koristili još uvijek nije pokazala efikasnom pri razlikovanju bioloških i nebioloških procesa na Zemlji, pa je prerano izvoditi zaključke.
Ronald Paepe, edafolog (znanstvenik koji proučava tlo), priopćio je kongresu Europskog seveza za geološke znanosti da nedavno otkriće silikata na Marsu možda ukazuje na pedogenezu, tj. razvoj tla, na čitavoj površini Marsa. Prema Paepeovom tumačenju, većina površine Marsa je aktivno tlo, koje je pocrvenilo zbog dugih razdoblja izloženosti raširenom djelovanju vode, vegetacije i djelovanja mikroorganizama.
Istraživački tim s Meksičkog nacionalnog samostalnog sveučilišta, pod vodstvom Rafaela Navarro-Gonzáleza, zaključio je da oprema (TV-GC-MS), koja je pri programu Viking korištena za potragu za organskim molekulama, možda nije bila dovoljno osjetljiva da otkrije niske razine organskih tvari. Zbog jednostavnosti rukovanja njime, TV–GC–MS se još uvijek smatra standardnom metodom otkrivanja organskih tvari prilikom budućih misija na Mars, pa je stoga Navarro-González predložio da bi u sklopu izrade instrumenata koji služe u tu svrhu ubuduće trebali biti uključeni još neke metode detekcije.

#### Gillevinia straata
Tvrdnja o postojanju života na Marsu u obliku Gillevinia straata zasniva se na starim podatcima koje su najviše prihvatili znanstvenici poput Gilberta Levina, Rafaela Navarro-Gonzáleza i Ronaldsa Paepea. Dokazi koji podržavaju postojanje mikroorganizama Gillevinia straata zasnivaju se na podatcima prikupljenim na dva lendera misije Viking koji su tražili biomarkere života, ali službeno je zaključeno da rezultati analiza nisu vjerodostojni.
Mario Crocco, neurobiolog pri Neuropsihijatrijskoj bolnici Borda u Buenos Airesu (Argentina), predložio je 2006. godine stvaranje nove nomenklaturne kategorije koja definira rezultate landera Viking kao "metaboličke", pa prema tome i kao dokaze života. Crocco je predložio stvaranje novih kategorija (taksona) unutar novog kraljevstva u koje bi svrstao taj rod marsovskih mikroorganizama. Predložio je sljedeću taksonomiju:
- Sustav organskog života: Solaria
- Biosfera: Marciana
- Carstvo: Jakobia (prema neurobiologu Christfriedu Jakobu)
- Rod i vrsta: Gillevinia straata

Prema tome, hipotetska vrsta Gillevinia straata ne bi bila bakterija (takson koji se veže za Zemlju), već pripadnik carstva "Jakobia" unutar sistema "Solaria". Ciljani učinak nove nomenklature bio je da se poništi breme dokaza potrebnih za potvrđivanje života, ali taksonomija koju je Crocco predložio nije prihvaćena u znanstvenoj zajednici i promatra se kao nomen nudum. Ni jedna daljnja misija na Marsu nije pronašla tragove biomolekula.

### Slijetanje Phoenixa (2008.)
U sklopu misije Phoenix, 25. svibnja 2008. u polarne je predjele Marsa spuštena letjelica, koja je bila u funkciji do 10. studenog 2008. godine. Jedan od dva glavna cilja te misije bila je potraga za "nastanjivom zonom" u marsovskom regolitu, gdje bi mikroorganizmi mogli preživjeti, dok je drugi cilj bio istraživanje geološke povijesti vode na Marsu. Lender je imao robotsku ruku dužine 2,5 metara, sposobnu za iskopavanje plitkih brazda u regolitu. Proveden je elektrokemijski pokus u kojem su analizirani ioni u regolitu, te količine i vrsta antioksidanasa na Marsu. Podatci programa Viking ukazuju na to da bi oksidansi na Marsu mogli varirati ovisno o geografskoj širini, s obzirom na to da je Viking 2 na svojoj sjevernijoj poziciji pronašao manje oksidanasa nego Viking 1. Phoenix je sletio još sjevernije.
Prvi privremeni podatci koje je Phoenix prikazao pokazali su da tlo na Marsu sadrži perklorat, te stoga možda nije toliko pogodno za život kao što se prije pretpostavljalo. pH vrijednost i razina slanosti smatrani su povoljnim za održavanje života. Utvrđena je također prisutnost vrlo tankog sloja vode i CO2.

### Mars Science Laboratory
Misija Mars Science Laboratory je misija koju je pokrenula NASA, u sklopu koje je 26. studenog 2011. poslana letjelica koja je na Mars postavila rover Curiosity, robota na nuklearni pogon s instrumentima projektiranima za potragu za prošlim ili sadašnjim uvjetima relevantnim za biološku aktivnost. Rover Curiosity sletio je na Mars na ravnicu Aeolis Palus kod kratera Gale i planine Aeolis Mons 6. kolovoza 2012. godine.

### Buduće misije
- ExoMars je program pod europskim vodstvom koji obuhvaća više letjelica, a trenutno ga razvijaju Europska svemirska agencija (ESA) i NASA; letjelice će biti poslane u misiju 2016. i 2018. godine.[29] Osnovna znanstvena misija tog programa bit će potraga za biomarkerima na Marsu, bilo onima iz prošlosti ili iz sadašnjosti. Dva rovera s dvometarskom bušilicom koristit će se za prikupljanje podataka s raznih dubina Marsove površine, gdje bi se mogla naći tekuća voda i gdje bi mikroorganizmi mogli preživjeti djelovanje kozmičkih zraka.[30][31]
- Mars Sample Return Mission — Najbolji predloženi način utvrđivanja postojanja života bio bi da se primjerak tla s Marsa vrati na Zemlju i tu ispita. Međutim, još uvijek ostaje neriješen problem pružanja i održavanja života tijekom mjeseci putovanja s Marsa na Zemlju. Zadovoljenje još uvijek nepoznatih prehrambenih i okolišnih potreba mogućih mikroorganizama također je problematično. Ako bi na Zemlju dospjeli mrtvi organizmi, bilo bi vrlo teško utvrditi jesu li oni bili živi još kada su prikupljeni.

## Meteoriti
NASA održava katalog od 34 meteorita s Marsa. To su vrlo važni uzorci jer su oni jedini dostupni fizički primjerci površine Marsa. Istraživanja koja je proveo NASA-in Svemirski centar Johnson ukazuju da tri meteorita sadrže potencijalne dokaze da je na Marsu prije bilo života, u obliku mikroskopskih struktura koje sliče fosiliziranim bakterijama (takozvani biomorfi). Iako su prikupljeni dokazi dovoljno vjerodostojni, postoje različite interpretacije istih. Do danas ni jedan od prvobitnih znanstvenih dokaza hipoteze da su biomorfi egzobiološkog podrijetla (tzv. biogenička hipoteza) nije ni opovrgnut niti je za njega pronađeno nebiološko objašnjenje.
Tijekom nekoliko desetljeća ustanovljeno je sedam kriterija za prepoznavanje izumrlog života u geološkim primjercima. Ti kriteriji su:
1. Je li geološki kontekst primjerka usporediv s izumrlim životom?
2. Je li starost primjerka i njegova stratigrafska lokacija usporediva s mogućim životom?
3. Sadrži li primjerak dokaze stanične morfologije i kolonija?
4. Ima li tragova biominerala koji pokazuju kemijsku ili mineralnu neravnotežu?
5. Ima li tragova stabilnih izotopnih obrazaca jedinstvenih za biologiju?
6. Jesu li prisutni organski biomarkeri?
7. Jesu li te osobine jedinstvene za taj primjerak?

Kako bi se prihvatilo postojanje izumrlih živih bića u nekom primjerku, moraju se zadovoljiti ili svi ili većina spomenutih kriterija. Ni jedan primjerak s Marsa nije ispunio sve kriterije, ali istraživanja još uvijek traju.
Od 2010. godine vrše se ponovljena istraživanja biomorfa pronađenih u tri marsovska meteorita, i to pomoću naprednijih instrumenata za analizu od onih koji su se prije koristili. Znanstvenici koji vode to istraživanje u Svemirskom centru Johnson vjerovali su da će prije kraja godine u meteoritima pronaći konačne dokaze izumrlog života na Marsu.

### Meteorit ALH84001
Članovi projekta ANSMET su u prosincu 1984. na Antarktiku pronašli meteorit ALH84001; težio je 1,93 kg. Taj je primjerak prije oko 17 milijuna godina odlomljen s Marsa i izbačen u orbitu nakon udara primarnog meteorita u površinu Marsa i proveo je 11 000 godina u ili na antarktičkim ledenim pokrivačima. Analize njegovog sastava koje je provela NASA pokazale su prisustvo vrste magnetita koji se na Zemlji može naći samo u mjestima gdje su prisutni određeni mikroorganizmi. U kolovozu 2002. drugi NASA-in tim pod vodstvom Kathie Thomas-Keptra objavio je istraživanje koje je pokazalo da se 25% magnetita u ALH 84001 javlja u malenim, jednolikim kristalima koji se na Zemlji vežu samo za biološku aktivnost, a da je ostatak magnetita uobičajeni neorganski magnetit. Tehnika ekstrakcije nije omogućila određivanje je li magnetit (moguće biološkog porijekla) bio organiziran u lance, kao što se očekuje. Meteorit pokazuje tragove sekundarne mineralizacije u doticaju s vodom na relativno niskoj temperaturi, te nezemaljske promjene uzrokovane vodom. Pronađeni su tragovi policikličnih aromatskih ugljikovodika, čija se količina smanjivala bliže površini.
Neke strukture koje podsjećaju na mineralizirane odljeve kopnenih bakterija i njihovih fibrila ili nusprodukata (izvanstaničnih polimernih tvari) pojavljuju se na rubovima ugljičnih globula i dijelova kamena koji su prošli kroz predkopnenu alteraciju vodom. Veličina i oblik tih objekata odgovara istim kod fosiliziranih nanobakterija sa Zemlje, ali je i postojanje samih nanobakterija kontroverzno.
NASA-ini znanstvenici su u studenom 2009. izjavili da je detaljnija analiza tog meteorita pokazala "jake dokaze da je na Marsu nekada davno postojao život".

### Meteorit Nakhla
Meteorit Nakhla pao je na Zemlju 28. lipnja na lokalitetu Nakhla kod Aleksandrije (Egipat).
Tim NASA-inog Svemirskog centra Johnson je 1998. pribavio maleni primjerak tog meteorita u svrhu analize. Istraživači su pronašli predkopnene vodene faze izmjenjivanja i strukture veličine i oblika u skladu s fosiliziranim nanobakterijama sa Zemlje, iako je postojanje samih nanobakterija kontroverzno.
Plinskom kromatografijom i masenom spektrometrijom (GC-MS) 2000. godine istražena je prisutnost policikličnih aromatskih ugljikovodika visoke molekularne mase. NASA-ini su znanstvenici zaključili da je moguće da čak 75% organskih tvari u meteoritu Nakhla "nema recentno zemaljsko podrijetlo".
Ovi su rezultati izazvali dodatno zanimanje za taj meteorit, pa je NASA 2006. uspjela pribaviti još jedan, veći primjerak iz Londonskog prirodoslovnog muzeja. Kod drugog primjerka primijećena je velika, dendritična nakupina ugljika. Nakon objave rezultata istraživanja 2006. godine, neki nezavisni istraživači tvrdili su da su naslage ugljika biološkog porijekla. Međutim, naglašeno je da, jer je ugljik četvrti najčešći element u svemiru, njegovo otkriće u neobičnim strukturama ne dokazuje ili ukazuje na mogućnost da je on biološkog podrijetla.

### Meteorit Shergotty
Meteorit Shergotty, težak 4 kg, pao je na Zemlju 25. kolovoza 1865. u grad Shergotty (Indija), a očevici su ga prikupili gotovo odmah. Taj meteorit je relativno mlad; smatra se da je vulkanskog podrijetla i da je na Marsu nastao prije samo 165 milijuna godina. Sastoji od uglavnom od piroksena i smatra se da je prošao nekoliko stoljeća izmjena pod utjecajem vode. Određene osobine njegove unutrašnjosti ukazuju na ostatke biofilma i odgovarajućih zajednica mikroorganizama. Još uvijek se radi na potrazi za magnetitima u fazama promjena.

## Tekuća voda
Ni jedna marsovska sonda od Vikinga naovamo još nije istražila marsovski regolit specifično u potrazi za metabolizmom koji bi bio konačni znak prisutnosti života. NASA-ine nedavne misije fokusirale su se na drugo pitanje: jesu li se u drevnoj prošlosti na površini Marsa nalazila jezera ili oceani tekuće vode. Znanstvenici su pronašli hematit, mineral koji nastaje u prisutnosti vode. Odlučilo se stoga da misija rovera Spirit i Opportunity (2004.) nije bila potraga za prošlim ili sadašnjim životom, već za dokazima prisustva tekuće vode na Marsovoj površini u davnoj prošlosti.
Tekuća voda, na Zemlji neophodna za život i metabolizam koji obično vrše živa bića sa Zemlje, ne može postojati na površini Marsa zbog njegovog sadašnjeg aniskog atmosferskog tlaka i temperature, a jedina iznimka su niska područja tijekom kratkih vremenskih razdoblja, a tekuća voda se ne javlja na samoj površini.
U lipnju 2000. godine otkriveni su dokazi podzemne vode u obliku vododerina. Duboke potpovršinske nakupine vode blizu tekuće jezgre planeta mogle bi biti stanište za neka živa bića. Međutim, u ožujku 2006. astronomi su obznanili otkriće sličnih "vododerina" na Mjesecu, a smatra se da se u njima nikada nije nalazila voda. Astronomi su predložili ideju da su te "vododerine" nastale udarom mikrometeorita.
NASA je u ožujku 2004. obznanila da je rover Opportunity otkrio dokaze da je Mars u davnoj prošlosti bio vlažan planet. To je podiglo nadu da bi se tragovi izumrlog života na Marsu mogli naći i danas. ESA je potvrdila da je orbiter Mars Express u siječnju 2004. izravno otkrio ogromne zalihe zaleđene vode na Marsovom južnom polu.
ESA je 28. srpnja 2005. godine obznanila fotografske dokaze površinskog leda u blizini sjevernog pola na Marsu.
NASA je u prosincu 2006. objavila slike koje je napravio Mars Global Surveyor, koje su sadržavale dokaze da na Marsovoj površini povremeno teče voda. Na slikama nije prikazana tekuća voda, već promjene u kraterima i naslagama sedimenata, što je pružilo do sada najjače dokaze da je voda tu tekla prije samo nekoliko godina, a možda teče čak i sada. Neki su znanstvenici bili skeptični glede toga da je tekuća voda izazvala promjene osobina površine koje je zabilježila svemirska letjelica. Tvrdili su da se i drugi materijali, kao što su pijesak i prašina, mogu kretati slično kao tekućine i oblikovati slične strukture.
Novije analize pješčara s Marsa, u kojima su korišteni podatci prikupljeni orbitalnom spektrometrijom, navode na zaključak da je voda koja je prije postojala na Marsu imala previsok salinitet za opstanak života sličnog onom na Zemlji. Tosca i suradnici su otkrili da je marsovska voda na lokacijama koje su promatrali imala aktivnost aw ≤ 0,78 do 0,86 - razinu koja bi bila smrtonosna za većinu zemaljskih organizama. Međutim, pripadnici vrste Haloarchaea mogu preživjeti u otopinama vrlo visokog saliniteta, do točke zasićenosti.
NASA-in lander Phoenix, koji je u srpnju 2008. sletio na arktičku ravnicu na Marsu, potvrdio je prisutnost smrznute vode u blizini njegove površine. Potvrda toga je izlaganje svijetlog materijala tijekom roverovog kopanja, koji je ispario i nestao u roku od 3 do 4 dana. To je pripisano potpovršinskom ledu, izloženom Marsovoj atmosferi iskopavanjem, koji je ubrzo sublimirao.

## Metan
Godine 2003. na Marsu su pronađeni tragovi metana, a to je potvrđeno 2004. godine. Karakteristika je metana da je vrlo nestabilan, stoga njegovo prisustvo ukazuje na to da bi na tom planetu morao postojati njegov aktivan izvor kako bi se njegova količina u atmorferi održala. Procjenjuje se da Mars mora stvoriti 270 tona metana godišnje, ali udari asteroida izazivaju stvaranje samo 0,8% sveukupnog metana. Iako su mogući geološki izvori metana, kao što je putem serpentinizacije, nedostatak vulkanizma hidrotermalne aktivnosti i vrućih točaka (vulkanskih zona koje se hrane magmom izravno iz plašta planeta) nije pogodan za geološki nastanak metana. Predloženo je da metan nastaje kemijskim reakcijama u meteoritima, do kojih vodi visoka temperatura pri prolasku meteorita kroz atmosferu. Iako je istraživanje koje je objavljeno u prosincu 2009. opovrgnulo tu mogućnost, u jednom drugom istraživanju objavljenom 2012. zaključeno je da bi izvor mogli biti organski spojevi u meteoritima, koja se pod ultraljubičastim zračenjem pretvaraju u metan.
Prisutnost života u obliku mikroorganizama kao što su metanogeni (mikroorganizmi koji stvaraju metan kao nusprodukt metabolizma) spada među moguće, ali još nedokazane izvore tog spoja. Ako mikroskopski oblici života stvaraju metan na Marsu, vrlo je vjerojatno da oni žive ispod površine, gdje još uvijek ima dovoljno topline za postojanje tekuće vode.
Od otkrića metana u atmosferi 2003. godine, neki znanstvenici dizajniraju modele i vrše in vitro eksperimente kako bi utvrdili rast metanogena na simuliranom marsovskom tlu. U eksperimentima sve četiri skupine bakterija stvorile su znatne količine metana, čak i uz pristnost 1,0wt% perklorata. Ovi rezultati pokazuju da prisutnost perklorata, koje je zabilježio lander Phoenix, ne znači da prisutnost metanogena na Marsu nije moguća.
Tim kojeg je vodio Levin predložio je da bi oba fenomena - stvaranje i degradacija metana - mogla biti pripisana ekologiji mikroorganizama koji stvaraju i troše metan.
U lipnju 2012. znanstvenici su objavili da bi mjerenje omjera razine vodika i metana na Marsu moglo pomoći u određivanju vjerojatnosti života na Marsu. Prema riječima znanstvenika, "...nizak omjer H2/CH4 (manje od otprilike 40) ukazuje na to da je život vjerojatno prisutan i aktivan." Drugi znanstvenici nedavno su prijavili metode određivanja vodika i metana u vanzemaljskim atmosferama.
Rover Curiosity, koji je na Mars sletio u kolovozu 2012. godine, sposoban je vršiti mjerenja koja razlikuju različite izotope metana; ali iako je cilj misije određivnje je li mikroskopski život na Marsu izvor metana, on vjerojatno prebiva duboko ispod površine, izvan dosega rovera. Prva mjerenja pomoću TLS-a ukazala su na to da je na mjestu slijetanja u prvim trenucima postojalo manje od 5 ppb metana. Orbiter ExoMars Trace Gas, koji će biti poaslan 2016. godine, izvršit će dalja istraživanja prisutnosti metana, kao i produkte njegovog raspadanja, kao što su formaldehid i metanol.

## Formaldehid
U veljači 2005. obznanjeno je da je Planetary Fourier Spectrometer (PFS) orbitera Mars Express Europske svemirske agencije otkrio tragove formaldehida u Marsovoj atmosferi. Vittorio Formisano, direktor PFS-a, nagađa da bi formaldehid mogao biti nusprodukt oksidacije metana te, prema tome, iznosi tvrdnju da je Mars ili vrlo geološki aktivan, ili ima kolonije mikroorganizama. NASA-ini znanstvenici smatraju preliminarne podatke vrijedne nastavljenog istraživanja, ali su također odbili tvrdnje da su živi organizmi prisutni.

## Silicijev dioksid
U svibnju 2007. rover Spirit je jednim svojim neispravnim kotačem zagrebao tlo, otkrivši tako područje izuzetno bogato silicijevim dioksidom (90%). Ova je formacija minerala slična utjecaju kojeg im voda iz termalnih izvora ima u doticaju s vulkanskim stijenama. Znanstvenici to smatraju dokazom staništa koje je postojalo u prošlosti i koje je možda bilo pogodno za život mikroorganizama, te teoretiziraju da je jedan mogući izvor silicijeviog dioksida međudjelovanje između tla i kiselih isparavanja koja su nastala vulkanskom aktivnošću u blizini vode. Još jedno moguće podrijetlo jest voda u staništu mnogobrojnim termalnim izvorima.
Na osnovu analoga koji se mogu naći na Zemlji, hidrotermalni sustavi na Marsu bili bi vrlo privlačni zbog svog potencijala za održavanje organskih i neorganskih biomarkera. Dobar primjer su bakterije koje oksidiraju željezo i koje su mnogobrojne i u morskim i u kopnenim hidrotermalnim sustavima, gdje često pokazuju izraženu staničnu morfologiju i često su obložene mineralima, posebno bakteriogenim željezovim oksidima i silicijevim dioksidom. Mikrofosili bakterija koje oksidiraju željezo pronađene su u drevnim nalazištima silicija i željeza, te je oksidacija željeza prema tome možda jedan drevan i vrlo rasprostranjen način vršenja metaboličkih funkcija. Ako to bude moguće, roveri budućih misija na Mars istraživat će otvore neaktivnih hidrotermalnih sistema.

## Gejziri na Marsu
Sezonsko zaleđivanje i otapanje južnih ledenih pokrivača rezultira formiranjem paukolikih zrakastih kanala koje sunčeva svjetlost izrezbari na ledu debelom 1 metar. Sublimirani CO2 (a vjerojatno i voda) potom povećavaju unutarnji tlak i stvaraju erupcije slične gejzirskim, pri čemu izbacuju hladne tekućine, često pomiješane s tamnim bazaltom ili blatom. Taj je proces vrlo brz, odvija se u nekoliko dana, tjedana ili mjeseci - što je vrlo neobična stopa promjene u geologiji, pogotovo na geološki neaktivnom Marsu.
Tim mađarskih znanstvenika predložio je da su najupadljiviji dijelovi gejzira - njihove tamne točke i zrakasti kanali - možda kolonije fotosintetskih marsovskih mikroorganizama, koji prezimljuju ispod ledenog pokrivača, a kada se sunčeva svjetlost u rano proljeće vrati na pol, ona prodire kroz led, mikroorganizmi počnu vršiti fotosintezu i zagrijavaju prostor oko sebe. Džep tekuće vode, koji bi u tankoj marsovskoj atmosferi inače odmah ispario, oko njih je zarobljen ledom. Kako se led istanjuje, mikroorganizmi se pokazuju kao područja sive oboje. Kada se led sasvim otopi, mikroorganizmi se brzo isuše i pocrne, okruženi sivom aureolom. Mađarski znanstvenici vjeruju da je čak i složen proces sublimacije nedovoljno objašnjenje za formiranje i razvoj tamnih pjega u prostoru i vremenu. Od njihovog otkrića, pisac fikcije Arthur C. Clarke zalagao se za istraživanje ovih formacija kao vrijednih iz perspektive astrobiologije .
Međunarodni europski tim predložio je da ako tijekom godišnjeg ciklusa topljenja u kanalima postoji tekuća voda, ista bi mogla biti niša u koju bi se određeni oblici mikroskopskog života mogli povući i prilagoditi, zaštićeni od sunčevog zračenja. Jedan je britanski tim također razmatrao mogućnost da u tim neorganskim formacijama koegzistiraju organske tvari, mikroorganizmi, pa možda čak i jednostavne biljke, pogotvo ako su osim vode prisutni i geotermalni izvori energije. Također naglašavaju da se većina geoloških struktura može objasniti i bez pozivanja na hipoteze o postojanju organskog života na Marsu. Predloženo je razvijanje lendera "Mars Geyser Hopper", koji bi izbliza istražio gejzire na polovima.

## Kozmičke zrake
Mariner 4 je 1965. godine otkrio da Mars nema magnetosferu koja bi ga štitila od kozmičkih i sunčevih zraka opasnih po život; promatranja koje je Mars Global Surveyor proveo krajem 1990-ih potvrdila su to otkriće. Znanstvenici nagađaju da je nedostatak magnetskog štita pomogao u tome da sunčev vjetar tijekom nekoliko milijardi godina otpuše većinu atmosfere Marsa.
Nakon kartografiranja razine kozmičkog zračenja na različitim dubinama na Marsu, istraživači su zaključili da bi unutar prvih nekoliko metara njegove površine bilo kakav život bio ubijen kao posljedica smrtonosnih količina kozmičkog zračenja. Godine 2007. izračunato je da bi oštećenje DNK i RNK na taj način ograničilo život na Marsu na dubine veće od 7,5 metara. Prema tome, najbolje potencijalne lokacije za otkrivanje života na Marsu mogla bi biti podzemna staništa koja još nisu istražena.

## Život na Zemlji pod marsovskim uvjetima
26. travnja 2012. znanstvenici su izvjestili da su lišajevi preživjeli i pokazali izvanredne rezultate u kapacitetu prilagođavanja fotosintetske aktivnosti tijekom trajanja simulacije (34 dana) marsovskih uvjeta u Mars Simulation Laboratoryju (MSL), kojeg održava Njemački centar za avijaciju i kozmonautiku (DLR).

## Vanjske poveznice
- Istraživanje pokazalo da je mladi Mars bio vlažan svijet
- NASA - Program istraživanja Marsa
- Naučnici su otkrili da je Mars nekada imao okeane slane vode
- BBC News: amonijak na Marsu mogao bi značiti život
- Znanstvenik kaže da je život na Marsu danas vjerojatan
- Drevna slana mora na Marsu najvažnije naučno otkriće 2004. - časopis Science
- Marsovski meteor pronađen na Zemlji pruža dokaze izumrlog života na Marsu
- Scientific American Magazine (izdanje iz studenog 2005.) Je li život došao s drugog planeta?
- Audio intervju o "tamnim tačkama"